# Lékythos

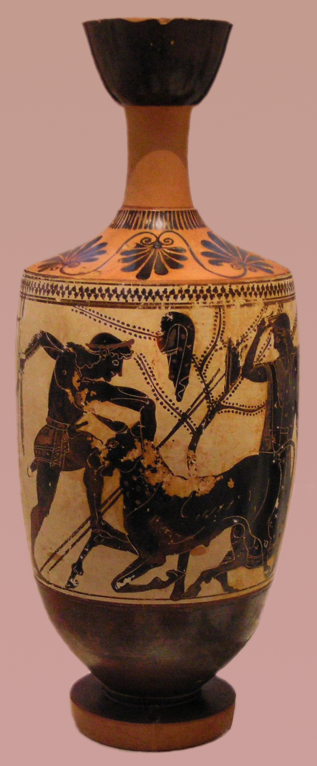
Théseus a marathónský býk, bílý lékythos kolem roku 500 př. n. l.

Lékythos (řecky λήκυτθος, ληκύτθιον - láhev na olej) je starověká řecká vysoká nádoba s vysokým krkem s jedním vertikálním uchem, která sloužila především k uchovávání oleje. O jejím používání se poprvé zmiňuje Homér. Postupně se prosadil také v pohřebním ritu, kde z něj byly prováděny úlitby.
Nejznámější jsou lékythy s bílým podkladem a několikabarevnou výzdobou. Byly naplněné olejem a stávaly na hrobech nebo byly přidávány do pohřební výbavy. Poprvé se začaly používat v 5. století př. n. l. v Attice, zvláště na athénském pohřebišti Kerameikos.